# Linkosia coccothrinacis
Linkosia coccothrinacis är en svampart som först beskrevs av A. Hern. Gut. & J. Mena, och fick sitt nu gällande namn av A. Hern. Gut. & B. Sutton 1997. Linkosia coccothrinacis ingår i släktet Linkosia, divisionen sporsäcksvampar och riket svampar.   Inga underarter finns listade i Catalogue of Life.